# Marathon van Hamburg 2015
De marathon van Hamburg 2015 werd gelopen op zondag 26 april 2015. Het was de dertigste editie van deze marathon.
De Keniaan Lucas Kimeli zegevierde bij de mannen in 2:07.17 en won hiermee $21.750 aan prijzengeld. Hij bleef de Eritrees Ghirmay Ghebreslassie dertig seconden voor.  Bij de vrouwen ging de Ethiopische Meseret Hailu met de hoogste eer strijken; zij finishte in 2:25.41.
De wedstrijd bij de handbikers werd gewonnen door Kim Klüver Christiansen.
In totaal finishten 14.743 marathonlopers, waarvan 3355 vrouwen.

## Uitslagen

### Mannen
| rang   | naam                  | land | tijd    |
| ------ | --------------------- | ---- | ------- |
| Goud   | Lucas Kimeli          | KEN  | 2:07.17 |
| Zilver | Ghirmay Ghebreslassie | ERI  | 2:07.47 |
| Brons  | Stephen Chebogut      | KEN  | 2:08.01 |
| 4      | Philemon Rono         | KEN  | 2:08.18 |
| 5      | Gideon Kipketer       | KEN  | 2:09.34 |
| 6      | Ser-Od Bat-Ochir      | MGL  | 2:10.15 |
| 7      | Micah Kogo            | KEN  | 2:10.37 |
| 8      | Tesfaye Abera         | ETH  | 2:10.49 |
| 9      | Marilson dos Santos   | BRA  | 2:11.00 |
| 10     | Stephen Kibet         | KEN  | 2:11.08 |
| 11     | John Mwangangi        | KEN  | 2:13.14 |
| 12     | Jackson Kibet         | KEN  | 2:13.39 |
| 13     | Koen Naert            | BEL  | 2:13.39 |
| 14     | Ivan Fernandez        | ESP  | 2:13.43 |
| 15     | Rui-Pedro Silva       | POR  | 2:14.21 |
| 16     | Julian Flügel         | GER  | 2:14.51 |
| 17     | Berhe Gebresadik      | ETH  | 2:15.50 |
| 18     | Lars Budolfsen        | DEN  | 2:15.59 |
| 19     | Jesper Faurschou      | DEN  | 2:16.41 |
| 20     | Giovanni Grano        | ITA  | 2:17.24 |
| 21     | Gaspar Csere          | HUN  | 2:17.38 |
| 22     | Christoforos Merousis | GRE  | 2:19.00 |
| 23     | Ercan Muslu           | TUR  | 2:19.28 |
| 24     | Frank Schauer         | GER  | 2:19.46 |
| 25     | Konstadínos Poulios   | GRE  | 2:20.01 |

### Vrouwen
| rang   | naam                      | land | tijd    |
| ------ | ------------------------- | ---- | ------- |
| Goud   | Meseret Hailu             | ETH  | 2:25.41 |
| Zilver | Sylvia Kibet              | KEN  | 2:26.16 |
| Brons  | Beata Naigambo            | NAM  | 2:27.28 |
| 4      | Diana Lobacevske          | LTU  | 2:28.57 |
| 5      | Alina Prokopyeva          | RUS  | 2:29.18 |
| 6      | Sabrina Mockenhaupt       | GER  | 2:32.41 |
| 7      | Maegan Krifchin           | USA  | 2:33.30 |
| 8      | Monica Silva              | POR  | 2:34.02 |
| 9      | Anja Schneider            | GER  | 2:36.31 |
| 10     | Nilay Esen                | TUR  | 2:37.09 |
| 11     | Luvsanikhundeg Otgonbayar | MGL  | 2:38.51 |
| 12     | Luisa Oliveira            | POR  | 2:39.40 |
| 13     | Mayada Al Sayad           | PLE  | 2:41.44 |
| 14     | Tinka Uphoff              | GER  | 2:43.50 |
| 15     | Julia Galuschka           | GER  | 2:44.36 |
| 16     | Andrea Diethers           | GER  | 2:44.38 |
| 17     | Paula-Claudia Todoran     | ROU  | 2:45.14 |
| 18     | Lone Balling              | DEN  | 2:46.31 |
| 21     | Sari Juuti                | FIN  | 2:54.28 |

1986 · 1987 · 1988 · 1989 · 1990 · 1991 · 1992 · 1993 · 1994 · 1995 · 1996 · 1997 · 1998 · 1999 · 2000 · 2001 · 2002 · 2003 · 2004 · 2005 · 2006 · 2007 · 2008 · 2009 · 2010 · 2011 · 2012 · 2013 · 2014 · 2015 · 2016 · 2017